# Finska kyrkan
Finska kyrkan (finska: Suomalainen kirkko), formellt Fredriks kyrka, ursprungligen Lilla Bollhuset, är en kyrkobyggnad och församlingskyrka till Finska församlingen inom Svenska kyrkan, belägen vid Slottsbacken 2 B–C i Gamla stan i Stockholm. 
Den ursprungliga byggnaden har en viktig plats i den svenska teaterhistorien, och användes tidvis som teater under 1600-talet.

## Historik
Före ombyggnaden till kyrka, se Lilla Bollhuset
Redan på 1500-talet hölls finskspråkiga gudstjänster i det upplösta Svartbrödraklostrets kyrka. Efter klostrets rivning förde församlingen en kringflackande tillvaro. Under olika perioder användes Storkyrkan, Tyska kyrkan, Riddarholmskyrkan och Katarina kyrka som gudstjänstlokaler.
Byggnaden uppfördes mellan 1648 och 1653 av Georg Sippel som en tillbyggnad till Stora Bollhuset, och var ursprungligen en lokal för bollsport. Mellan 1662 och 1686 användes den bevisligen ofta som teater av gästande teatersällskap i Stockholm.
År 1725 kunde den finska församlingen köpa Lilla Bollhuset. Hela byggnaden byggdes om till kyrka under ledning av arkitekten Göran Adelcrantz, och den nya kyrkan invigdes den 19 december 1725.

## Interiör
Själva kyrkorummet har en rektangulär form och mäter 20 gånger 10 meter och har cirka 400 sittplatser. I väster finns en dubbelläktare vars nedre barriär sedan 1734 pryds av Finlands riksvapen och de gamla landskapsvapnen. Altartavlan föreställer Kristi uppståndelse och utfördes av Lorens Gottman 1734. Takkronorna kommer från en kyrka i Nyen i Ingermanland i nuvarande Ryssland. Orgeln har 12 stämmor och byggdes av Olof Schwan 1792.

### Ineriörbilder

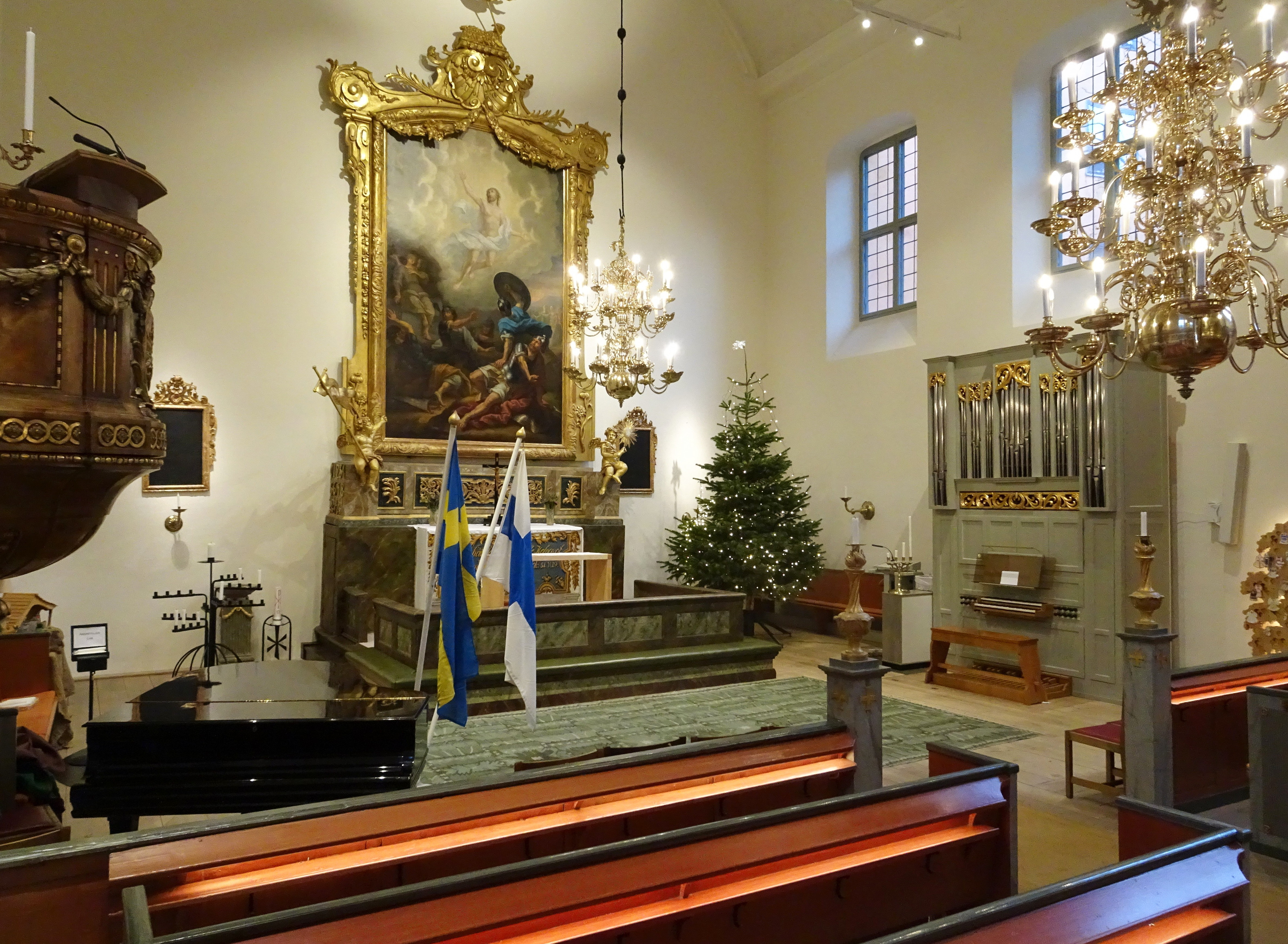
Altar och lilla orgeln
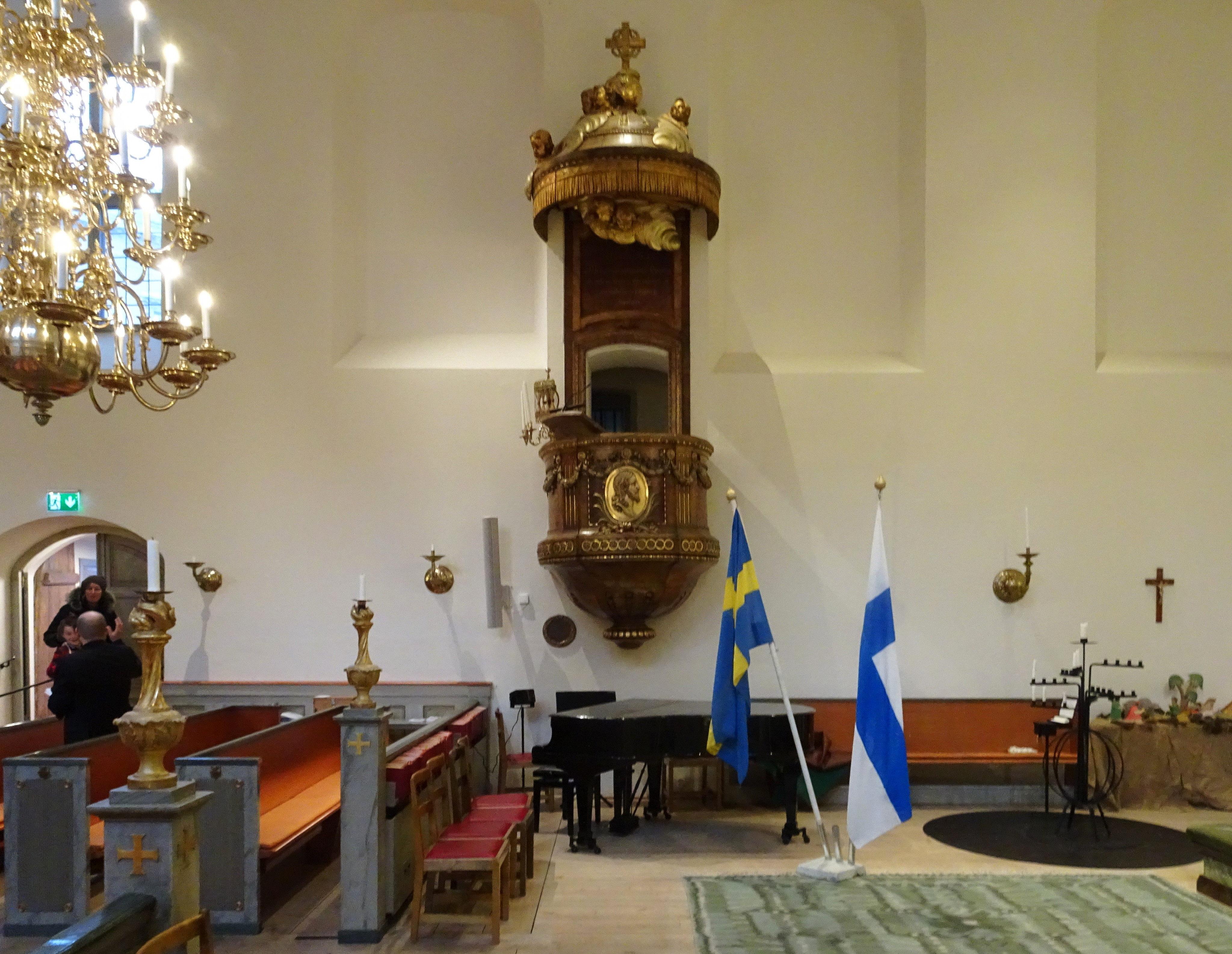
Predikstolen
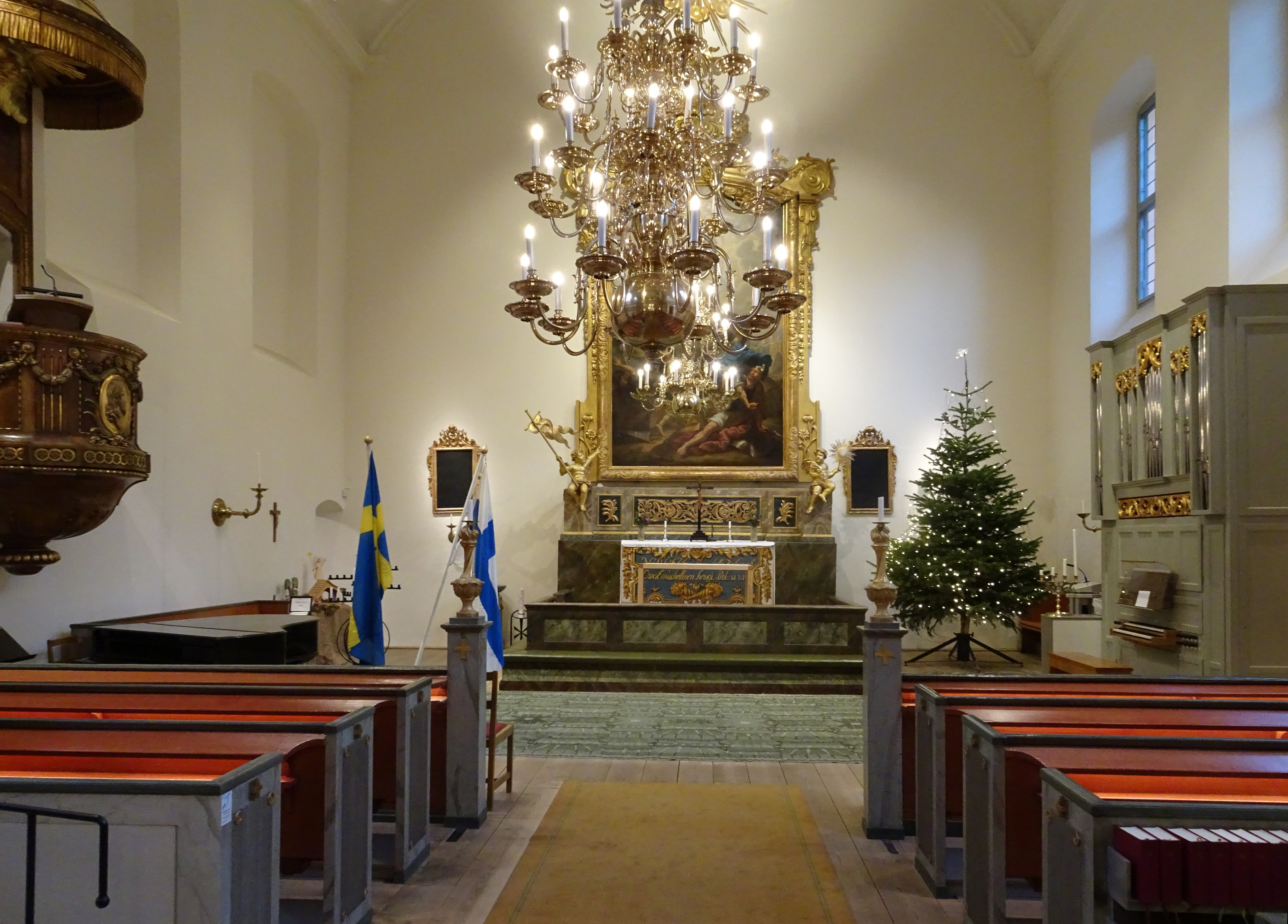
Altargången
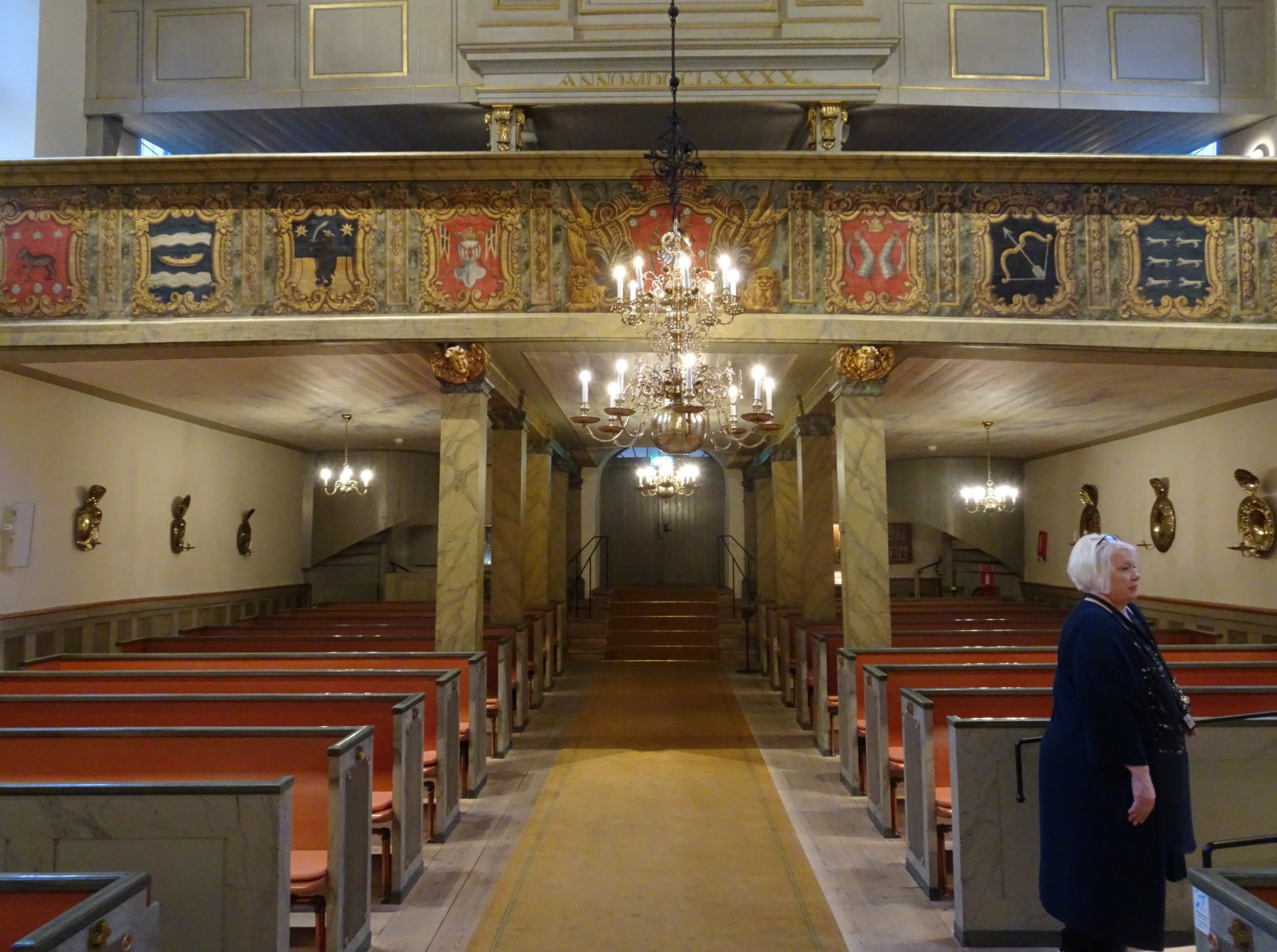
Orgelläktaren

## Orgel

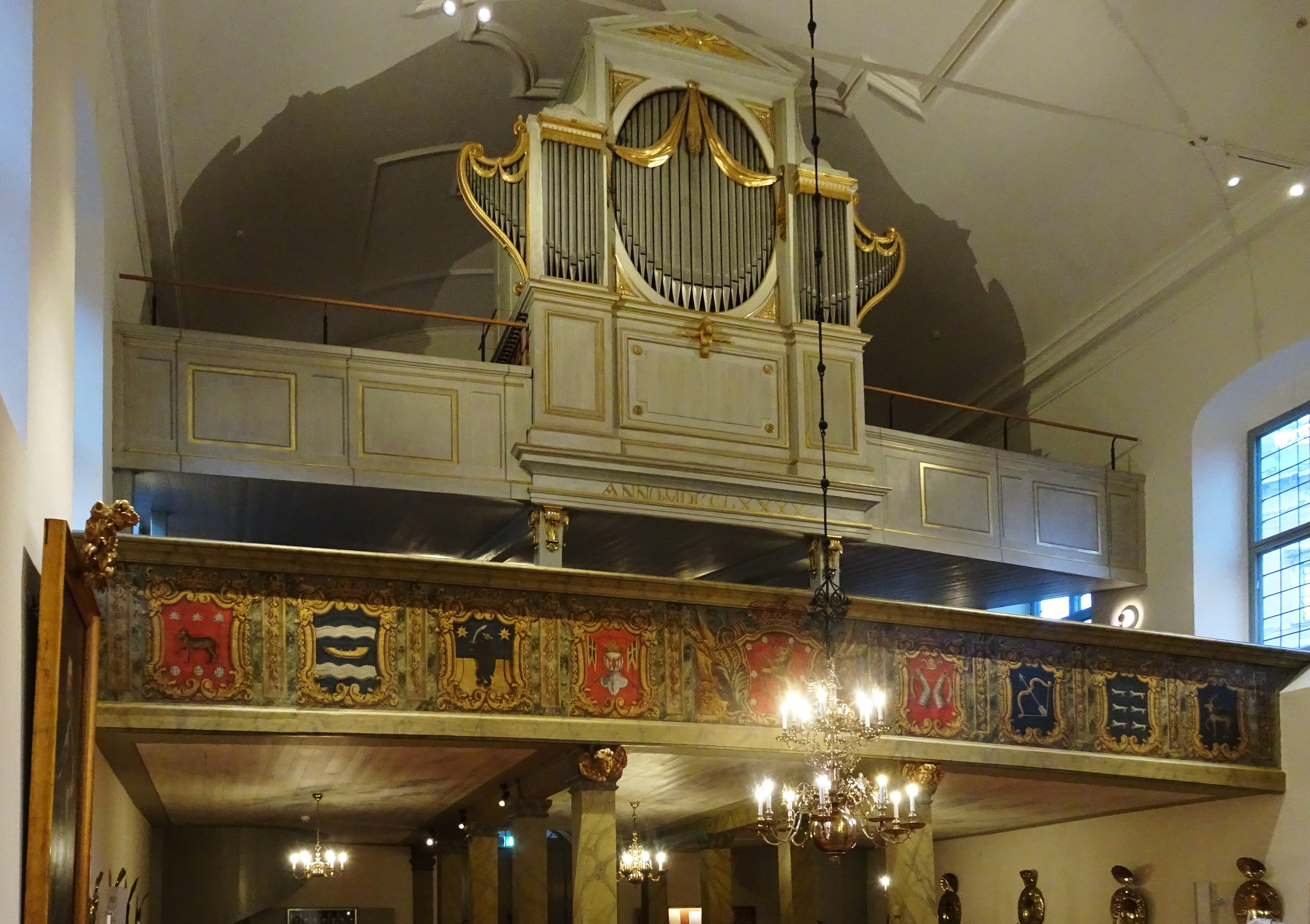
Stora orgeln.

En orgel byggdes av en okänd orgelbyggare. Orgeln byggdes om 1752 av Jonas Gren och Petter Stråhle, Stockholm. Orgeln hade 6 stämmor och tre bälgar.
- 1790 byggde Olof Schwan, Stockholm en mekanisk orgel. Orgeln var inte i spelbart skick fram till 1990.[4]Åren 1990–91 återställde orgelbyggeriet Åkerman & Lund orgelverket  i stor utsträckning och bälgverket rekonstruerades. Orgeln har 12 stämmor. Orgeln är den enda Schwanorgeln i Stockholm som står på sin ursprungliga plats.[5]

| Manual                               | Pedal        |
| Borduna 16'                          | Bihangspedal |
| Principal 8'                         |              |
| Flagflöjt 8' (placerad i nya orgeln) |              |
| Gedackt 8'                           |              |
| Gamba 8' Bas/Diskant (1858)          |              |
| Oktava 4'                            |              |
| Flöjt 4'                             |              |
| Oktava 2'                            |              |
| Trumpet 16' Bas/Diskant              |              |
| Trumpet 8' Bas/Diskant               |              |

- 1945 byggde Åkerman & Lund, Sundbyberg en pneumatisk orgel bakom Schwans orgel.[4]

| Huvudverk I     | Svällverk II      | Pedal         | Koppel    | Övrigt                |
| Borduna 16´     | Hornprincipal 8´  | Kontrabas 16´ | I/P       | 2 fria kombinationer  |
| Principal 8´    | Flagflöjt 8´      | Subbas 16´    | II/P      | 4 fasta kombinationer |
| Flöjt 8´        | Rörflöjt 8´       | Oktavbas 8´   | II/I      | Registersvällare      |
| Gedackt 8'      | Salicional 8'     | Gedackt 8'    | I 4'/I    |                       |
| Oktava 4'       | Täckflöjt 4'      | Koralbas 4'   | II 4'/I   |                       |
| Oktava 2'       | Gemskvint 2 2/3'  |               | II 16'/II |                       |
| Mixtur 4-5 chor | Waldflöjt 2'      |               |           |                       |
| Trumpet 8'      | Cymbel 3 chor     |               |           |                       |
|                 | Krumhorn 8'       |               |           |                       |
|                 | Tremulant         |               |           |                       |
|                 | Crescendosvällare |               |           |                       |

### Kororgel
Kyrkan har också en kororgel byggd av orgelbyggare Martti Porthan, Finland. Den har följande disposition:
| Manual (I) C-g3 | Manual (II) C-g3 | Pedal (P) C-f1 | Koppel |
| Rohrflöte 8'    | Gedackt 8'       | Subbass 16'    | I/P    |
| Principal 4'    | Rohrflöte 4'     |                | II/P   |
| Flöte 4'        | Waldflöte 2'     |                | II/I   |
| Nassat 3'       | Sifflöte 1 1/2'  |                |        |
| Octava 2'       | Regal 8'         |                |        |
| Sesquialtera 2  | Tremulant        |                |        |

### Diskografi
- Orgelliv : sju sekel i Stockholms stifts kyrkor / redaktör: Christina Nilsson ; foto: Magnus Aronson, Mats Åsman. Stockholm: Kulturhistoriska bokförlaget. 2012. Libris 13609452. ISBN 978-91-87151-04-0 - Innehåller CD med musik på kyrkans orgel framförd av Kira Lankinen.

### Fotnoter
1. 1 2  Gunilla Dahlberg: Komediantteatern i 1600-talets Stockholm (1992)
2. ↑  ”Finska kyrkans historia”. Svenska kyrkan. Arkiverad från originalet den 4 oktober 2015. https://web.archive.org/web/20151004140420/http://www.svenskakyrkan.se/default.aspx?id=722123. Läst 6 januari 2015.
3. ↑  Abrahamsson Hülpers, Abraham (1773). Historisk Afhandling om Musik och Instrumenter särdeles om Orgwerks Inrättningen i Allmänhet jemte Kort Beskrifning öfwer Orgwerken i Swerige. Västerås: Johan Laurentius Horrn. sid. 204-205. Libris 2413220
4. 1 2  Dag Edholm, red (1990). Inventarium över svenska orglar: 1989:III, Strängnäs stift; Stockholms stift. Tostared: Förlag Svenska orglar. Libris 4108784
5. ↑  ”Finska kyrkan”. Svenska kyrkan. https://www.bebyggelseregistret.raa.se/bbr2/show/bilaga/showDokument.raa?dokumentId=21000001829575&thumbnail=false. Läst 6. 2. 2024.